# Edmund Rubbra
Edmund Rubbra (Northampton (Inglaterra), 23 de mayo de 1901 -  Gerrards Cross (Inglaterra), 14 de febrero de 1986) fue un compositor inglés.

## Biografía
Rubbra nació en Semilong (Northampton). Sus padres lo motivaron desde pequeño para que estudiara música, aunque ninguno de los dos era músico profesional. Sin embargo, su madre cantaba en el coro de la iglesia y su padre sabía un poco de piano. Rubbra tomó lecciones de piano con una maestra local. En 1912, la familia se mudó a Kingsthorpe (Northampton) y, cuatro años más tarde se mudaron a una casa en donde su padre inició su propio negocio de reparación y venta de relojes.
Rubbra empezó a componer mientras todavía estaba en la escuela. Uno de sus maestros, el Sr. Grant, le pidió que compusiera un himno para la escuela. Rubbra conocía bastante de himnos, ya que había asistido a una iglesia congrecionalista y había tocado el piano en la escuela dominical. A los 14 años, abandonó la escuela y empezó a trabajar en la oficina de Crockett and Jones, una de las fábricas de zapatos de la ciudad. Poco después, su tío, quien también era dueño de una fábrica de zapatos, lo invitó a trabajar con él, con la esperanza de que heredara la fábrica cuando él muriera, ya que no tenía hijos. Sin embargo, Rubbra, influenciado por su madre, declinó la oferta. En cambio, tomó un trabajó como oficinista en una estación de tren. Durante su último año en la escuela, había aprendido taquigrafía, lo que lo ayudó a obtener el trabajo. A pesar de su trabajo, Rubbra continuó estudiando armonía, contrapunto, piano y órgano.
Entre sus primeras composiciones de música de cámara estaban una sonata para piano y violín y una pieza para cuarteto de cuerda. Rubbra solía reunirse con el joven compositor William Alwyn, quien también era de Northampton, para comparar notas.
Rubbra fue influenciado fuertemente por un sermón de Kuanglin Pao, un misionero cristiano chino. Esto lo llevó a escribir Chinese Impressions, una serie de piezas para piano, la cual dedicó al predicador. Este fue el inicio de su interés por la cultura oriental.
A los 17 años, Rubbra realizó un concierto de música de Cyril Meir Scott en el Carnegie Hall en Northampton. El ministro de su iglesia asistió al concierto y envió una copia del programa Scott. Scott se mostró impresionado y tomó a Rubbra como alumno. Gracias a su trabajo en la estación de tren, podía viajar de forma barata a la casa de Scott. Después de un año estudiando, ganó una beca para la Universidad de Reading. Allí fue alumno de Gustav Holst.
Holst también enseñaba en el Royal College of Music y le sugirió a Rubbra que aplicara para una beca en esta institución. Rubbra obtuvo la beca e ingresó al College. Antes de su último periodo allí, fue invitado a tocar piano con el Arts League of Service Travelling Theatre durante una gira de seis meses en Yorkshire, ya que el pianista original se había enfermado. Rubbra aceptó la oferta aunque esto significó no poder completar su último periodo en el College. Esta experiencia le permitió conocer más sobre la música para teatro. Durante los años 1920, Rubbra también tocó piano para los bailarines del Diaghilev Ballet.
En 1933, contrajo matrimonio con Antoinette Chaplin, una violinista francesa. La pareja realizó una gira por Italia y también realizaron varios recitales en París y en estaciones de radio. Tuvieron dos hijos, Francis y Benedict, hasta que se separaron a finales de los años 1950. Posteriormente, Rubbra se casó con Colette Yardley, con quien tuvo un hijo, Adrian.
Durante la Segunda Guerra Mundial, en 1941, Rubbra fue reclutado por el ejército. Después de 18 meses, fue asignado a una oficina del ejército. Mientras ocupó esta posición, organizó una pequeña orquesta. La oficina le pidió que organizara un trío de piano, el cual fue nombrado "Army Classical Music Group". Junto a William Pleeth (violonchelo) y Joshua Glazier (violín), Rubbra viajó alrededor de Inglaterra y Escocia, y posteriormente visitó Alemania.
Después de la guerra, Rubbra se convirtió al Catolicismo. Durante ese periodo, la Universidad de Oxford estaba formando una facultad de música e invitaron a Rubbra a ser profesor allí. Rubbra aceptó el puesto, pero siguió trabajando con el Army Classical Music Group, pero después de varios años dejó de hacerlo debido a la falta de tiempo.
En 1968, se retiró de Oxford, pero siguió componiendo. También enseñó en la Guildhall School of Music and Drama. Rubbra murió en 1986 en Gerrards Cross (Buckinghamshire).